# Gracilistilbella bambusae
Gracilistilbella bambusae är en svampart som först beskrevs av Pat. & Gaillard, och fick sitt nu gällande namn av Seifert 2000. Gracilistilbella bambusae ingår i släktet Gracilistilbella och familjen Bionectriaceae.   Inga underarter finns listade i Catalogue of Life.